# Elfenbein-Flechtenbärchen
Das Elfenbein-Flechtenbärchen (Cybosia mesomella) ist ein Schmetterling (Nachtfalter) aus der Unterfamilie der Bärenspinner (Arctiinae).

## Merkmale
Die Falter haben eine Flügelspannweite von circa 40 Millimetern. Die Vorderflügel sind elfenbeinweiß und haben einen hellgelben Rand und gelbe Fransen. Auf ihnen sind zwei kleine, charakteristische dunkle Punkte. Auch die Hinterflügel haben gelbe Fransen, sind aber sonst grau.

### Formen

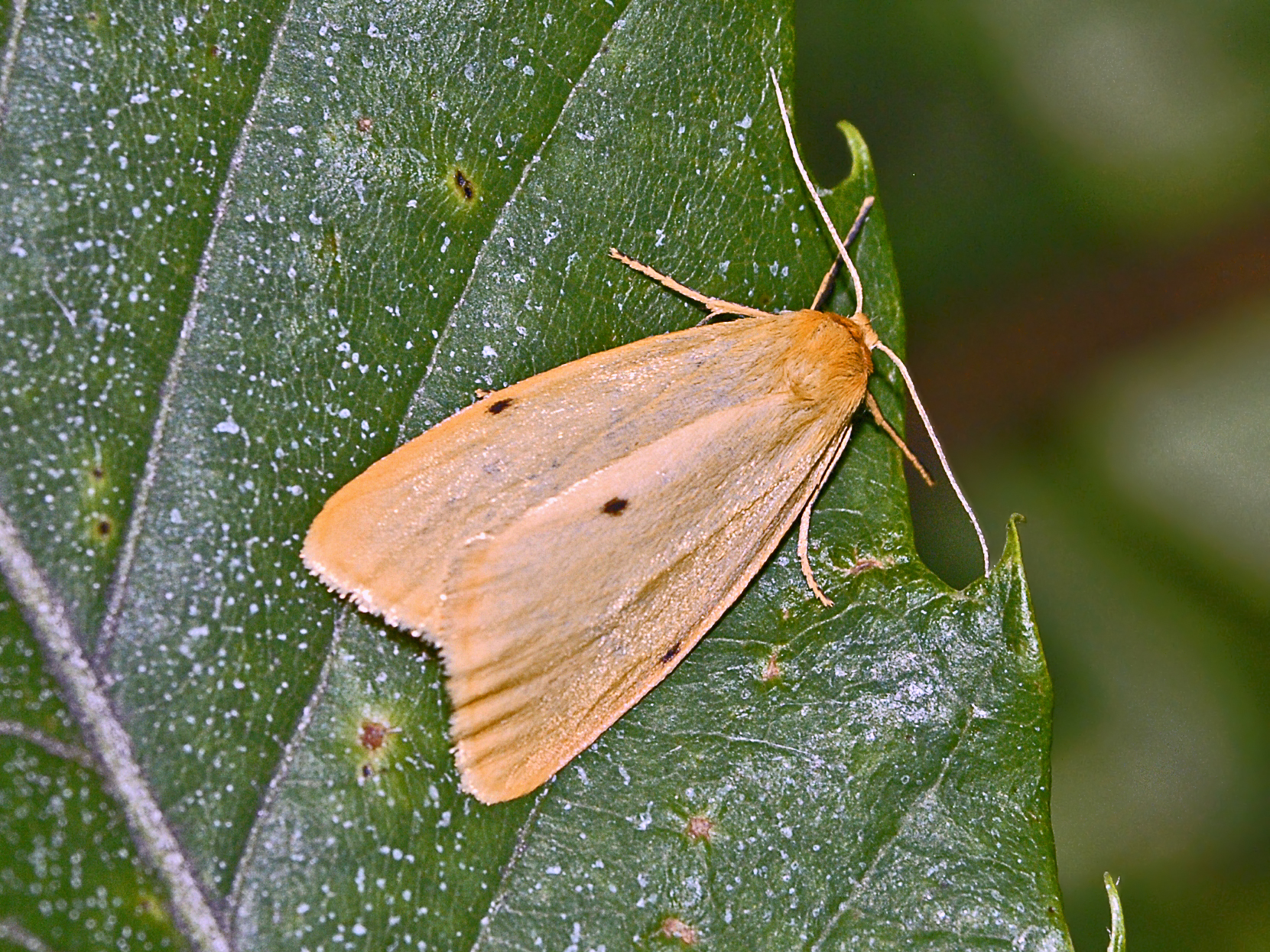
Gelbe Form

- Cybosia mesomella f. flava (dottergelbe Form)[1]
- Cybosia mesomella f. albescens (weiße Form)[1]

### Ähnliche Arten
- Vierpunkt-Flechtenbärchen (Lithosia quadra)

## Vorkommen
Sie kommen in ganz Europa, außer in Teilen der iberischen Halbinsel, östlich bis zum Ural vor. Sie leben in Au- und Moorwäldern, auf Moorwiesen und Torfbänken und an Waldrändern mit vielen Büschen. 

### Flug- und Raupenzeiten
Das Elfenbein-Flechtenbärchen fliegt in einer Generation von Mai bis Mitte August. Die jungen Raupen treten ab August in Erscheinung, überwintern und können im folgenden Jahr ab Mai beobachtet werden.

## Lebensweise
Die Raupen schlüpfen im August. Sie überwintern und verpuppen sich im Mai in einem leichten Gespinst zwischen Flechten. Sie fressen Erdflechten und Lebermoose. Tagsüber verbergen sich die Raupen in trockenem Laub oder in den Rissen der Rinde von Eichen.